# Tepatlaxco de Hidalgo
Tepatlaxco de Hidalgo là một đô thị thuộc bang Puebla, México. Năm 2005, dân số của đô thị này là 14866 người.